# Svrake
Svrake är en ort i Bosnien och Hercegovina.   Den ligger i entiteten Federationen Bosnien och Hercegovina, i den centrala delen av landet, 9 km nordväst om huvudstaden Sarajevo. Svrake ligger 493 meter över havet och antalet invånare är 1 245.
Terrängen runt Svrake är huvudsakligen kuperad, men söderut är den platt. Svrake ligger nere i en dal. Runt Svrake är det ganska tätbefolkat, med 93 invånare per kvadratkilometer.. Närmaste större samhälle är Sarajevo, 8,8 km sydost om Svrake.
Omgivningarna runt Svrake är en mosaik av jordbruksmark och naturlig växtlighet.